# Skattekraft
Skattekraft är ett mått på skatteunderlag per invånare och kan uttryckas absolut i termer av kronor per invånare eller som relativ skattekraft (alltså som en andel av genomsnittlig skattekraft).